# Chuña (Córdoba)
Chuña es una localidad situada en el departamento Ischilín, Provincia de Córdoba, Argentina.
Debe su nombre al ave homónima que habita por esa zona.
En la localidad cada año en el mes de agosto se llevan a cabo las fiestas patronales en honor al santo patrono, "Santo Domingo de Guzman" con gran concurrencia, y durante el mes de febrero se realiza el Festival del Arrope, dulce estilo mermerlada producido a base de la fruta de la tuna, que es abundante en la zona, y aprovechado por pequeños productores, actividad que es una sola vez al año en la estación de verano, cuando madura la fruta.
La localidad cuenta con una iglesia, construida a principìos del siglo XX, Destacamento policial, un dispensario, Escuela primaria y secundaria, un edificio comunal en donde se efectúan las funciones administrativas.

## Geografía

### Población
Cuenta con 687 habitantes (Indec, 2022), lo que representa un incremento del 19% frente a los 550 habitantes (Indec, 2010) del censo anterior.
| Gráfica de evolución demográfica de Chuña entre 1991 y 2022 |
|                                                             |
| Fuente: Censos nacionales del INDEC                         |

### Clima
El clima de la localidad es templado con estación seca; la temperatura promedio anual es de 25 °C, registrándose temperaturas menores a 0 °C en invierno y superiores a 40 °C en verano.
El régimen de precipitaciones anuales es de aproximadamente 700 mm.

### Sismicidad
La sismicidad de la región de Córdoba es frecuente y de intensidad baja, y un silencio sísmico de terremotos medios a graves cada 30 años en áreas aleatorias. Sus últimas expresiones se produjeron:
- 22 de septiembre de 1908 (116 años), a las 17.00 UTC−3, con 6,5 Richter, escala de Mercalli VII; ubicación 30°30′0″S 64°30′0″O / -30.50000, -64.50000; profundidad: 100 km; produjo daños en Deán Funes, Cruz del Eje y Soto, provincia de Córdoba, y en el sur de las provincias de Santiago del Estero, La Rioja y Catamarca.[3]

- 16 de enero de 1947 (78 años), a las 2.37 UTC−3, con una magnitud de aproximadamente 5,5 en la escala de Richter (terremoto de Córdoba de 1947).[2]

- 28 de marzo de 1955 (70 años), a las 6.20 UTC−3 con 6,9 Richter: además de la gravedad física del fenómeno se unió el desconocimiento absoluto de la población a estos eventos recurrentes (terremoto de Villa Giardino de 1955).

- 7 de septiembre de 2004 (20 años), a las 8.53 UTC−3 con 4,1 Richter.

- 25 de diciembre de 2009 (15 años), a las 21.42 UTC−3 con 4,0 Richter.